# 井上一樹
井上 一樹（いのうえ かずき、1971年7月25日 - ）は、鹿児島県姶良郡溝辺町（現：霧島市）出身の元プロ野球選手（外野手、左投左打）、プロ野球監督。現役時代は1990年から2009年まで20年間にわたり中日ドラゴンズ一筋でプレーした。2025年からは中日の監督を務める。

## 経歴

### アマチュア時代
陵南小学校時代にソフトボールを始める。陵南中学校時代に軟式野球部に入部。鹿児島商業高校時代は、投手兼外野手として高校2年生のとき甲子園に1回出場。甲子園出場について井上本人が「行進のときに鳥肌が立ったことが忘れられない。これのために頑張ってきたんだと思った。」と語っている。甲子園での敗退後、甲子園の砂を集めていたら、同級生の選手から「何やってるんだ！来年も来るんだろ！」と声をかけられ、砂を一度は戻したが、後からこっそり集め直した。3年夏は県大会決勝で大西崇之、吉鶴憲治（ともにプロで同僚）がいた鹿児島商工を相手に延長15回二死まで投げるも惜敗。高校通算40本塁打を記録し、野手・投手の双方で注目を集めた。
1989年のNPBドラフト会議で、中日ドラゴンズから2位で指名。投手として入団した。入団当初の背番号は38。同年のドラフト会議については、当時のスカウト担当だった中田宗男の著書『星野と落合のドラフト戦略 元中日スカウト部長の回顧録』に、井上に関する記載があり、ベテランスカウトの法元英明がドラフト時はピッチャーとして指名したが、早くバッターに転向して欲しかった。しかし井上本人がピッチャーにこだわった。これに対し、井上は「紆余曲折あったが、バッターに転向したことは後悔していない。だからこそ長い間、野球界にいられた…と考えれば、運命めいたものを感じる」と発言している。またプロ入り当時の監督だった星野仙一からはよく「法元さんから、九州にすごい豪腕がいる！とゴリ押しされたから、しょうがなくお前を捕ったんだ。」とからかわれた、とも語った。結果、井上は星野監督時2度目のリーグ優勝に大きく貢献することとなった。

### 現役時代

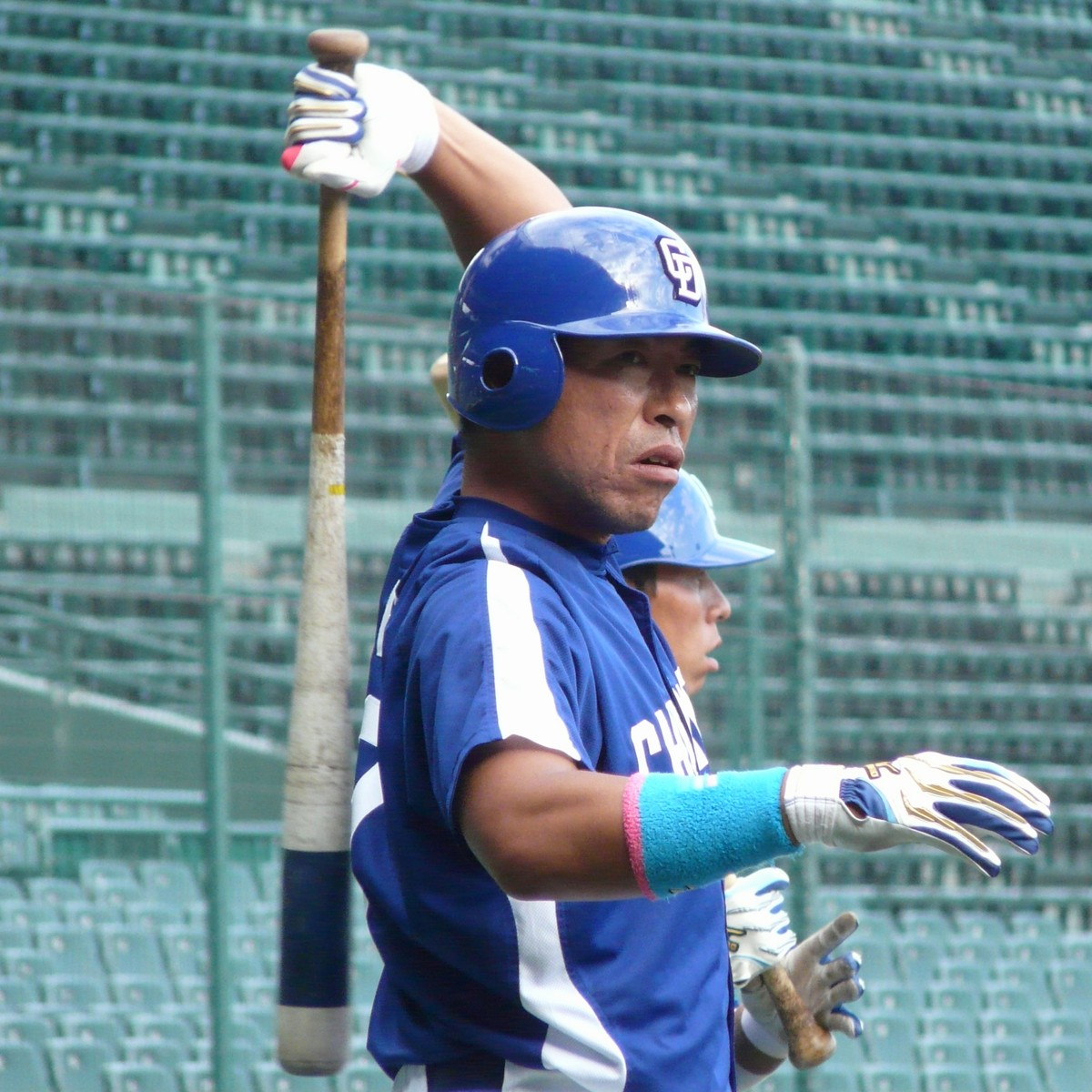
現役時代（2009年7月19日、阪神甲子園球場）

1990年は7月まで「練習生」としての在籍で、夏過ぎに支配下選手登録され、二軍のウエスタン・リーグ公式戦では5試合に登板、うち2試合に先発して1勝2敗0セーブ、防御率5.87の成績を残した。
1991年5月11日の対広島東洋カープ6回戦（ナゴヤ球場）で、救援投手として一軍公式戦にデビュー。
1992年には1試合に登板した。
1993年のシーズン途中から打者へ転向。
1994年のジュニアオールスターにウエスタン・リーグ選抜の一員として出場すると、MVPを獲得した。
1996年に、背番号を38から99に変更。
1997年は、9月3日の広島東洋カープ戦（広島市民球場）で黒田博樹からプロ初本塁打を放った。オフに推定年俸1360万円（450万円増）で契約更改。
1998年に水谷実雄が打撃コーチへ就任したことをきっかけに、打者としての素質が徐々に開花。同年は規定打席未到達だったものの、初めて100試合以上に出場した。
1999年には、7番打者として一軍に定着し現役生活で唯一、規定打席に到達したシーズンとなる。4月には、2日の対広島戦から28日の対阪神タイガース戦まで開幕21試合連続安打を記録するとともに、チーム史上初の開幕11連勝に貢献した。その後も正外野手として、攻守にわたって活躍。チームがセントラル・リーグの優勝を決めた試合でも、決勝適時打を放った。福岡ダイエーホークスとの日本シリーズでは、第1戦と第5戦で左中間へ安打性の打球を放ったもののいずれもダイエーの村松有人の好守備に阻まれたこともあり、通算で13打数ノーヒットと振るわず、チームも1勝4敗で敗れた。
2004年には、背番号を9に変更。大西崇之や英智などと正左翼手の座を争いながら、チームを引っ張った。日本シリーズでは、チームが制覇を逃しながらも、敢闘賞を受賞している。
2005年には、前年に続いてレギュラー争いを展開。セ・リーグの規定打席に満たなかったものの、2年連続の2桁本塁打と、自身初の打率3割を達成した。同年オフから井端弘和に代わり選手会長を任された。
2006年は、外野手としてはレギュラーの座を英智や藤井淳志などと争う立場にあったが、8月15日の対広島東洋カープ戦（広島市民球場）では、NPB史上411人目の一軍公式戦通算1000試合出場を達成した。8月30日の対阪神タイガース戦（阪神甲子園球場）では、1点ビハインドの9回表二死から代打で登場すると、藤川球児から同点本塁打を放った。試合は結局引き分けに終わったものの、当時阪神タイガースと優勝を争っていたチームにとっては、2年ぶりのリーグ優勝を大きくたぐり寄せる一打になった。結局、セ・リーグの規定打席に届かなかったものの、3年連続の2桁本塁打と2年連続の3割を記録。勝負強いバッティングで、優勝に大きく貢献した。オフに、推定年俸9000万円（2000万円増）で契約更改。
2007年は同じく左打ちの外野手である李炳圭の獲得や、中村紀洋の獲得で森野将彦が三塁から外野に回る機会が増えるなどのチーム事情で出場機会が減少し、序盤には二軍降格も経験した。しかし、タイロン・ウッズが契約切れで帰国したため、同年のアジアシリーズでの対SKワイバーンズ戦、対チャイナスターズ（中国プロリーグ選抜）戦、更に決勝の対SKワイバーンズ戦にも出場、4試合で3本塁打を放っている。同年限りで選手会長を退任し、荒木雅博に譲った。
2008年は開幕を二軍で迎えるも、4月25日に一軍に昇格。以後左の代打や先発出場もあり活躍した。しかし、9月2日に再降格し、シーズン終盤に再昇格した。
2009年は開幕戦にスタメンとして名を連ねるも、打撃不振で4月中旬に降格。シーズンの大半を二軍で過ごす。そして、9月25日の試合終了後に現役引退を表明した。会見では「体力の衰えは感じていないが、ドラゴンズ一筋で辞めるのがベストだと思った。選手会長で優勝パレードができたのが思い出」と話した。9月27日の対阪神タイガース戦（ナゴヤドーム）が引退試合として行われ、「6番・右翼手」で先発出場した。試合は敗れ、井上自身も4打数無安打であったが、試合終了後に引退セレモニーが行われ、立浪和義と矢野輝弘から花束が贈られた。その後の胴上げには、チームメイトに混じって矢野と高橋光信（2人ともかつて中日でチームメイト）も加わった。その後、10月3日に富山市民球場アルペンスタジアムで行われたファーム日本選手権（対読売ジャイアンツ戦）に出場し、8回表に李炳圭の代打で出場した。この回は二塁走者が牽制死で攻撃終了となったため、9回表に先頭打者として打席に立ち、勝利を決定付ける本塁打を放つ。試合終了後には二軍選手達からの胴上げを受け、背番号と同じ9回宙に舞った。10月24日のクライマックスシリーズ第2ステージ第4戦が最後の出場となった。

### 現役引退後
2010年に、中日の一軍打撃コーチへ就任。これを機に、背番号99を再び着用するようになった。
2011年には、川相昌弘に代わって二軍監督へ就任。若手選手を積極的に指導した結果、二軍を2年ぶりのウエスタン・リーグ優勝に導いたばかりか、ファーム日本選手権でも北海道日本ハムファイターズに勝利した。2012年から一軍打撃コーチへ復帰したものの、2013年限りで退団。
2014年から2019年までは、メ～テレ・東海ラジオの野球解説者や中日スポーツの野球評論家として活動。『スポーツスタジアム☆魂』（中京テレビ）のコメンテーターも務めていた。
2019年には、『スポーツスタジアム☆魂』の企画で、自身初の著書「井上一樹自伝 『嗚呼（ああ）、野球人生紙一重』」を10月2日に雑誌『ぴあ』から刊行。その一方で、同月21日には、阪神タイガースの一軍打撃コーチへ就任することが発表された。中日時代のチームメイトで、阪神タイガースの一軍監督を務める矢野燿大からの要請に沿った就任で、背番号は99。

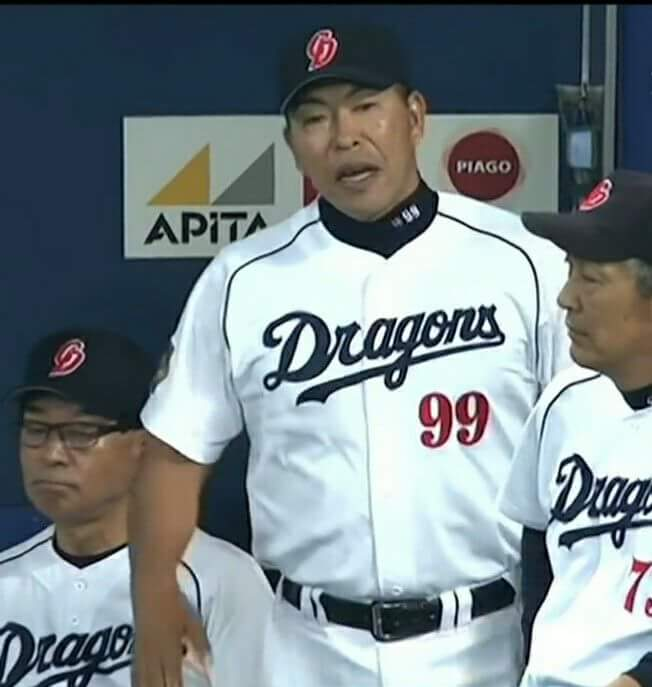
2012年10月15日、ナゴヤドームでのクライマックスシリーズでトニ・ブランコにゲキを飛ばす。

阪神タイガースでは2021年から一軍のヘッドコーチを務めていたが、矢野が2022年限りで監督職を退くことを受けて、同年限りで退団した。

### 阪神コーチからの退任後
2023年から、野球評論家としての活動を中日スポーツで再開している。新たに中京テレビ野球解説者として復帰する一方、CBCラジオのドラ魂キングなどに出演をしており、CBCラジオだけでなくCBCテレビでもゲスト扱いの野球解説者として数回ほど登場する。

### 中日二軍監督時代(二期目)
2023年10月4日、片岡篤史の一軍ヘッドコーチ昇格に伴う後任となる二軍監督として11年ぶりに中日に復帰。背番号は89。2011年以来、2回目の二軍監督の就任である。前年最下位であった二軍を24年はリーグ2位に導いた。

### 中日監督時代
2024年10月3日、同年限りで辞任する立浪和義の後任として一軍監督に要請されたことが報道されると、10日に正式に就任が発表され、就任会見が行われた。背番号は99となった。松中信彦を打撃総括コーチ、同郷で井上が指導力を高く評価していた飯山裕志を野手総合コーチに招聘し、落合英二は立浪と共に退任したが、井上の「英二さんしかいない」という度重なるラブコールを受け、二軍監督に就任した。

## 選手としての特徴
勝負強い好打の外野手。投手としてプロ入りするも制球難に苦しむなど芽が出ず、5年目に打者転向。徐々に力をつけると、9年目に才能が開花し、外野手のレギュラーを獲得。“恐怖の7番打者”と呼ばれる活躍でリーグ優勝に貢献した。以後は、貴重な準レギュラー、代打、スーパーサブとしてチームを支えた。2005年以降は特にチャンスに強く、毎年のように得点圏打率が通常の打率を上回っていた。
中日選手時代の監督・落合博満は「（一樹は）黙々と練習するタイプ。で、自分の力を過小評価してるっていう…。練習であれだけ飛ばしてるのにゲームだとこじんまりとしたバッティングをする。もっと堂々とホームラン打ちに行ってくれりゃもっと素晴らしい選手になったんだろうと思う。パンチ力は球団でもトップクラスだった」と語っている。

## 人物
- 大相撲の西ノ海（元横綱）、加賀錦（元幕下）、鶴ヶ嶺（元関脇）、薩摩錦（元幕下）、元鶴ヶ嶺（元井筒親方）、鶴嶺山（元十両）、井筒親方（元関脇逆鉾）、錣山親方（元関脇寺尾）、鶴ノ富士（元十両）とは親戚[注 2]。子供の頃、体を生かして大相撲入りを進められたこともあり、中学3年の時には井筒親方の招きで東京の稽古場に見学に行っている。
- 中日には投手として入団。1年目はいわゆる「三軍」扱いで、支配下選手登録を果たした2年目もランニングとブルペンでの投球練習に終始するなど、「地獄の日々」を送っていた。それだけに、野手転向をきっかけにウエスタン・リーグ公式戦への出場機会を増やした5年目には、「野球で疲れていることや、バッティングで悩んでいることさえ嬉しかった」という。このような経験から、「我自傲慢」（我慢、自慢、傲慢の『慢』にちなんだ自身の造語）を座右の銘に挙げている[42]。
- 中日での野手転向後から、「ピンキー」という愛称でファンに親しまれている。この愛称が付いたのは、正外野手に定着した1999年頃に、ピンク色のリストバンドを好んで使用していたことによる。自身の名前（ピン＝一 キ＝樹）と重なる愛称でもあるため、井上自身の思い入れも深いという。落合博満が一軍の監督へ就任した2004年から、「ピンキー」という愛称と背番号99を返上。水色のリストバンドを着用していたが、2006年からピンクのリストバンドも併用していた。2009年の「引退試合」でもピンクのリストバンドを身に付けていたが、全盛期のものと違うメーカーの製品で、色が濃くなっていた。
- 2003年、個人で日頃から病院を訪問して子供達を激励する活動が評価され、野球選手の社会貢献活動を表彰するゴールデンスピリット賞を受賞。
- 2006年に中日の選手会長へ就任してからは、当時の主力選手の誕生日に予定されている主催試合を「福留孝介デー」「井端デー」「川上デー」などとして盛り上げるなど、さまざまなファンサービスをナゴヤドームで実現させた。
- 書道三段で[43]、中日の選手会長時代には、「（当時在籍していた主力）選手を漢字一文字で表す」 という趣向の企画を最初に実施。自身の書による漢字と選手の写真を組み合わせたポスターが好評で、ナゴヤドームの主催試合では、このポスターのデザインを生かしたポストカードとしてファンに配布された。また、テンガロンハットのデザインも手掛けると、後に球団の公式グッズとして発売された。
- 2006年のラスベガス優勝旅行で、出発直前にパスポートを紛失。自宅で発見するも、一行が乗ったチャーター機には間に合わず、翌日に自腹で航空券を購入し1日半遅れで「こんなことになって申し訳ない」と恐縮しながら合流した。
- 東海ラジオ放送と関わりが深く、現役時代の2005 - 2007年には、『ドラゴンズNo.1ジョッキー』へ電話やスタジオで出演。2008年12月29日から2009年1月2日までは、『ガッツだ!ドラゴンズ』のメインパーソナリティを担当した（担当期間中の番組タイトルは『井上一樹のガッツだ!ドラゴンズ』）。また、現役引退直後の2010年1月3日には、『ありがとう薩摩隼人 井上一樹20年の軌跡』という特別番組が単独枠で放送された。同局の野球解説者を務めていた2017・2018年度のナイターオフ期間には、当時単独番組として放送されていた『ドラヂカラ!!』で、月・火曜のメインパーソナリティも担当。巧みな話術を披露している。
- KARAのファンであることをメ〜テレの『どですか!』で公表している。好きなメンバーはスンヨン、気になっているのはニコル。
- SKE48の須田亜香里は好きな選手を井上と挙げている。
- 東海ラジオ野球解説者時代の2014年7月14日に、『ABCフレッシュアップベースボール』（朝日放送ラジオ）の中日ドラゴンズ対阪神タイガース戦（ナゴヤドーム）中継（東海ラジオ制作分）で、中日OBにもかかわらず阪神ファンであることを公言した。その一方で、2008年から活躍の場をMLBに移していた福留が、2013年に阪神でNPB復帰を果たした際には、『ドラヂカラ‼』で復帰の理由に言及。膝の痛みを理由に、外野が天然芝である甲子園球場を本拠地に用いる阪神へ入団したことについて、「だから阪神に行ったんかい！」というツッコミを入れていた。なお、2020年シーズンには、阪神タイガースの一軍打撃コーチとして福留を指導。コーチへの就任が発表される直前には、中日ファンに向けて、中日スポーツや中京ローカル向けの出演番組で就任への経緯を自ら明かしていた[44]。
- 中日監督就任直後の2024年10月24日に出席した2024年度プロ野球ドラフト会議では、4球団競合指名だった金丸夢斗の交渉権確定のくじを引き当てた。その際、当たりくじを振りかぶって投げつけるような派手なガッツポーズをすると、左肩を脱臼してしまうアクシデントに見舞われた[45]。
- 2025年5月に東山動植物園で生まれたチンパンジーが来園者の投票によって「カズキ」に決定された。その際、「みんなをウキィーウキィーさせてくれる、明るく元気な人気者になってくださいね！東山のNo.1に」というコメントを残している。[46]

## 詳細情報

### 年度別投手成績
| 年 度     | 球 団     | 登 板 | 先 発 | 完 投 | 完 封 | 無 四 球 | 勝 利 | 敗 戦 | セ 丨 ブ | ホ 丨 ル ド | 勝 率 | 打 者 | 投 球 回 | 被 安 打 | 被 本 塁 打 | 与 四 球 | 敬 遠 | 与 死 球 | 奪 三 振 | 暴 投 | ボ 丨 ク | 失 点 | 自 責 点 | 防 御 率 | W H I P |
| --------- | --------- | ----- | ----- | ----- | ----- | -------- | ----- | ----- | -------- | ----------- | ----- | ----- | -------- | -------- | ----------- | -------- | ----- | -------- | -------- | ----- | -------- | ----- | -------- | -------- | ------- |
| 1991      | 中日      | 8     | 0     | 0     | 0     | 0        | 0     | 1     | 0        | --          | .000  | 71    | 13.2     | 16       | 0           | 15       | 0     | 2        | 11       | 2     | 0        | 11    | 11       | 7.24     | 2.27    |
| 1992      | 中日      | 1     | 0     | 0     | 0     | 0        | 0     | 0     | 0        | --          | ----  | 5     | 1.0      | 0        | 0           | 2        | 0     | 0        | 1        | 0     | 0        | 0     | 0        | 0.00     | 2.00    |
| 通算：2年 | 通算：2年 | 9     | 0     | 0     | 0     | 0        | 0     | 1     | 0        | --          | .000  | 76    | 14.2     | 16       | 0           | 17       | 0     | 2        | 12       | 2     | 0        | 11    | 11       | 6.75     | 2.25    |

### 年度別打撃成績
| 年 度      | 球 団      | 試 合 | 打 席 | 打 数 | 得 点 | 安 打 | 二 塁 打 | 三 塁 打 | 本 塁 打 | 塁 打 | 打 点 | 盗 塁 | 盗 塁 死 | 犠 打 | 犠 飛 | 四 球 | 敬 遠 | 死 球 | 三 振 | 併 殺 打 | 打 率 | 出 塁 率 | 長 打 率 | O P S |
| ---------- | ---------- | ----- | ----- | ----- | ----- | ----- | -------- | -------- | -------- | ----- | ----- | ----- | -------- | ----- | ----- | ----- | ----- | ----- | ----- | -------- | ----- | -------- | -------- | ----- |
| 1991       | 中日       | 8     | 2     | 2     | 0     | 1     | 1        | 0        | 0        | 2     | 0     | 0     | 0        | 0     | 0     | 0     | 0     | 0     | 0     | 0        | .500  | .500     | 1.000    | 1.500 |
| 1992       | 中日       | 1     | 0     | 0     | 0     | 0     | 0        | 0        | 0        | 0     | 0     | 0     | 0        | 0     | 0     | 0     | 0     | 0     | 0     | 0        | ----  | ----     | ----     | ----  |
| 1994       | 中日       | 30    | 55    | 51    | 6     | 13    | 5        | 1        | 0        | 20    | 4     | 0     | 0        | 0     | 0     | 4     | 0     | 0     | 16    | 1        | .255  | .309     | .392     | .701  |
| 1995       | 中日       | 11    | 24    | 23    | 0     | 3     | 0        | 0        | 0        | 3     | 1     | 0     | 0        | 0     | 0     | 1     | 0     | 0     | 9     | 1        | .130  | .167     | .130     | .297  |
| 1997       | 中日       | 28    | 74    | 73    | 6     | 21    | 5        | 0        | 2        | 32    | 9     | 0     | 1        | 0     | 0     | 1     | 0     | 0     | 25    | 0        | .288  | .297     | .438     | .736  |
| 1998       | 中日       | 107   | 394   | 352   | 34    | 93    | 18       | 4        | 9        | 146   | 31    | 1     | 0        | 3     | 2     | 35    | 2     | 2     | 79    | 13       | .264  | .332     | .415     | .747  |
| 1999       | 中日       | 130   | 499   | 450   | 40    | 133   | 18       | 5        | 10       | 191   | 65    | 2     | 0        | 0     | 4     | 45    | 5     | 0     | 85    | 7        | .296  | .357     | .424     | .781  |
| 2000       | 中日       | 116   | 351   | 324   | 38    | 91    | 20       | 2        | 11       | 148   | 41    | 0     | 6        | 0     | 2     | 25    | 2     | 0     | 79    | 8        | .281  | .330     | .457     | .787  |
| 2001       | 中日       | 112   | 349   | 321   | 24    | 83    | 21       | 2        | 2        | 114   | 20    | 2     | 1        | 1     | 1     | 25    | 2     | 1     | 54    | 5        | .259  | .313     | .355     | .668  |
| 2002       | 中日       | 99    | 282   | 257   | 26    | 63    | 18       | 2        | 7        | 106   | 23    | 2     | 2        | 1     | 2     | 19    | 1     | 3     | 51    | 6        | .245  | .302     | .412     | .715  |
| 2003       | 中日       | 75    | 126   | 115   | 16    | 29    | 7        | 1        | 2        | 44    | 5     | 0     | 0        | 0     | 0     | 10    | 0     | 1     | 23    | 1        | .252  | .317     | .383     | .700  |
| 2004       | 中日       | 113   | 319   | 283   | 41    | 78    | 14       | 0        | 11       | 125   | 30    | 0     | 0        | 0     | 1     | 32    | 2     | 3     | 59    | 8        | .276  | .354     | .442     | .796  |
| 2005       | 中日       | 107   | 263   | 245   | 30    | 74    | 14       | 1        | 10       | 120   | 38    | 3     | 1        | 0     | 4     | 13    | 0     | 1     | 40    | 4        | .302  | .335     | .490     | .824  |
| 2006       | 中日       | 108   | 288   | 273   | 27    | 85    | 12       | 0        | 11       | 130   | 39    | 2     | 1        | 3     | 0     | 12    | 0     | 0     | 42    | 5        | .311  | .340     | .476     | .817  |
| 2007       | 中日       | 71    | 200   | 178   | 20    | 52    | 7        | 4        | 3        | 76    | 28    | 1     | 0        | 4     | 1     | 17    | 1     | 0     | 41    | 4        | .292  | .352     | .427     | .779  |
| 2008       | 中日       | 74    | 154   | 141   | 11    | 41    | 12       | 0        | 1        | 56    | 10    | 0     | 0        | 1     | 0     | 12    | 4     | 0     | 18    | 1        | .291  | .346     | .397     | .744  |
| 2009       | 中日       | 25    | 47    | 46    | 0     | 3     | 1        | 1        | 0        | 6     | 5     | 0     | 0        | 0     | 0     | 1     | 0     | 0     | 14    | 1        | .065  | .085     | .130     | .216  |
| 通算：17年 | 通算：17年 | 1215  | 3427  | 3134  | 319   | 863   | 173      | 23       | 79       | 1319  | 349   | 13    | 12       | 13    | 17    | 252   | 19    | 11    | 635   | 65       | .275  | .330     | .421     | .751  |

### 年度別守備成績
| 年 度 | 球 団 | 外野  | 外野  | 外野  | 外野  | 外野  | 外野     | 一塁  | 一塁  | 一塁  | 一塁  | 一塁  | 一塁     |
| 年 度 | 球 団 | 試 合 | 刺 殺 | 補 殺 | 失 策 | 併 殺 | 守 備 率 | 試 合 | 刺 殺 | 補 殺 | 失 策 | 併 殺 | 守 備 率 |
| ----- | ----- | ----- | ----- | ----- | ----- | ----- | -------- | ----- | ----- | ----- | ----- | ----- | -------- |
| 1994  | 中日  | 10    | 11    | 0     | 0     | 0     | 1.000    | -     | -     | -     | -     | -     | -        |
| 1995  | 中日  | 7     | 7     | 0     | 0     | 0     | 1.000    | -     | -     | -     | -     | -     | -        |
| 1997  | 中日  | 21    | 31    | 2     | 1     | 0     | .971     | -     | -     | -     | -     | -     | -        |
| 1998  | 中日  | 105   | 201   | 5     | 3     | 0     | .986     | 1     | 1     | 0     | 0     | 0     | 1.000    |
| 1999  | 中日  | 128   | 260   | 5     | 3     | 3     | .989     | -     | -     | -     | -     | -     | -        |
| 2000  | 中日  | 110   | 177   | 6     | 1     | 3     | .995     | -     | -     | -     | -     | -     | -        |
| 2001  | 中日  | 99    | 130   | 3     | 0     | 2     | 1.000    | 1     | 0     | 0     | 1     | 0     | .000     |
| 2002  | 中日  | 85    | 106   | 7     | 2     | 4     | .983     | -     | -     | -     | -     | -     | -        |
| 2003  | 中日  | 26    | 26    | 0     | 0     | 0     | 1.000    | 3     | 19    | 0     | 1     | 3     | .950     |
| 2004  | 中日  | 86    | 99    | 4     | 1     | 1     | .990     | 2     | 2     | 0     | 0     | 0     | 1.000    |
| 2005  | 中日  | 75    | 85    | 5     | 1     | 0     | .989     | -     | -     | -     | -     | -     | -        |
| 2006  | 中日  | 78    | 115   | 4     | 0     | 1     | 1.000    | -     | -     | -     | -     | -     | -        |
| 2007  | 中日  | 51    | 61    | 3     | 0     | 0     | 1.000    | -     | -     | -     | -     | -     | -        |
| 2008  | 中日  | 33    | 48    | 3     | 2     | 0     | .962     | -     | -     | -     | -     | -     | -        |
| 2009  | 中日  | 11    | 12    | 0     | 0     | 0     | 1.000    | -     | -     | -     | -     | -     | -        |
| 通算  | 通算  | 892   | 1320  | 44    | 12    | 14    | .991     | 7     | 22    | 0     | 2     | 3     | .917     |

### 表彰
- JA全農Go・Go賞：1回（好捕賞：2002年6月）
- ジュニアオールスターMVP（1994年）
- ゴールデンスピリット賞（2003年）
- 日本シリーズ敢闘賞：1回（2004年）

### 記録
初記録
投手記録
- 初登板：1991年5月11日、対広島東洋カープ6回戦（ナゴヤ球場）、6回表から2番手で救援登板、2回無失点
- 初奪三振：同上、6回表に佐々岡真司から

打撃記録
- 初安打：1991年5月19日、対阪神タイガース9回戦（阪神甲子園球場）、5回表に久保康生から単打
- 初先発出場：1994年7月27日、対横浜ベイスターズ18回戦（ナゴヤ球場）、「6番・右翼手」として先発出場
- 初打点：同上、2回裏に五十嵐英樹から適時二塁打
- 初本塁打：1997年9月3日、対広島東洋カープ25回戦（広島市民球場）、1回表に黒田博樹から右越3ラン

節目の記録
- 1000試合出場：2006年8月15日、対広島東洋カープ13回戦（広島市民球場）、「7番・右翼手」として先発出場 ※史上411人目[17]

### 背番号
- 38（1990年 - 1995年）
- 99（1996年 - 2003年、2010年 - 2013年、2020年 - 2022年、2025年 - ）
- 9（2004年 - 2009年）
- 89（2024年）

## 関連情報

### 出演番組
- 『ドデスカ!』（メ～テレ、2014年4月 - 2019年、土曜レギュラー、スポーツコメンテーター）
- 『ドラHOTプラス』（東海テレビ、2014年4月 - 2019年、不定期）
- 『スポーツスタジアム晴』（中京テレビ、2014年 - 2019年、不定期）
- 『Enjoy! Baseball』（フジテレビ・東海テレビ、2014年 - 2019年、ゲスト解説）
- 『スーパーベースボール』（テレビ朝日・メ～テレ、2014年 - 2019年、解説）
- 『Fun!BASEBALL!!』（中京テレビローカル、2016年 ‐ 2019年、解説 ※本数契約）
- 『ガッツナイター』（東海ラジオ、2014年 - 2019年、解説）
- 『ドラヂカラ!!』（東海ラジオ、2016年4月 - 2019年3月、月・火曜パーソナリティー）
- 『爽快！エブリデイ』（東海ラジオ）

### 著書
- 『井上一樹自伝「嗚呼、野球人生紙一重」』（ぴあ、2019年10月2日初版刊行、ISBN 978-4835639314）

### 登場作品
- 『宇宙戦艦ティラミス』 - アニメ第2期第6話に登場。声:東地宏樹。